# Roberto Farías
Roberto Farías Morales (Conchalí, Santiago, 31 de mayo de 1969) es un actor y director chileno.

## Trayectoria
Estudió en diversos talleres de actuación, entre los que destacan el Taller de la Corporación María Cánepa y el de Juan Edmundo González. En 1997, egresó de la Escuela de Teatro Imagen, de Gustavo Meza. Comenzó en el teatro callejero a los 25 años y ha estado bajo la dirección de importantes directores chilenos, tales como el mismo Gustavo Meza, Raúl Osorio, Luis Ureta, Alexis Moreno y Guillermo Calderón, responsable de Neva, y en Clase, montaje donde comparte el escenario del Teatro Mori de Bellavista con Francisca Lewin. Este equipo más la diseñadora Loreto Martínez forman la compañía La Reina de Conchalí.
En televisión ha trabajado en diversos programas. En 2008 participa en las series Camera Café, Búscate la vida y Mandiola y Compañía, transmitidas por el canal Mega.
Durante 2009 Farías forma parte del elenco de la teleserie Los exitosos Pells de TVN, interpretando a Sergio, el disparatado amigo del protagonista (Ricardo Fernández). También apareció en la versión de TVN de Mi bella genio haciendo el papel de Roger, el amigo del mayor Nelson.
En 2009 obtuvo dos nominaciones como mejor actor al Premio Altazor por su trabajo en la obra de teatro Clase, de Guillermo Calderón y por su participación en la cinta La buena vida de Andrés Wood. Por esta última actuación, en 2008, ganó el Premio al Mejor Actor en el Festival de cine de Biarritz, en Francia.
En 2012 y 2013 participó en la exitosa serie El reemplazante, interpretando a Francisco "Pancho" Valdivia, hermano del protagonista Carlos (Iván Álvarez de Araya).
En 2014, se destaca en teatro con la obra Acceso dirigida por el cineasta Pablo Larraín, y en televisión con su personaje de asesino en Secretos en el jardín y en el papel de represor (inspirado en Álvaro Corbalán) para la segunda temporada de Los archivos del Cardenal.
Tiempo después, regresa a Mega para ser parte del área dramática, allí actuó en telenovelas como Juegos de poder, Nuevo amores de mercado y El señor de La Querencia, por este última producción recibe su primer Premio Caleuche como "Mejor Actor de Reparto" en el rubro Telenovela.

## Filmografía

### Cine
Como actor
- Los debutantes (2003) - Danilo

- El tesoro de los caracoles (2004) - Quique
- La buena vida (2008) - Edmundo
- Mi último round (2011) - Octavio
- 03:34 Terremoto en Chile (2011) - Maureira
- Violeta se fue a los cielos (2011) - Luis Arce
- Carne de perro (2012) - Mecánico
- No (2012) - Marcelo
- La pasión de Michelangelo (2013) - Modesto
- El club (2015) - Sandokan
- Neruda (2016) - "La gorda"
- Una mujer fantástica (2017) - Médico SML
- Ella es Cristina (2019) - Rómulo
- El hombre del futuro (2019)
- Pacto de fuga (2020) - Rafael Jiménez

Como director:
- Quiero entrar (2011)
- Bareta (2013)
- Perkin (rodada 2015, estreno 2018)

### Telenovelas
| Año  | Título                     | Papel               | Notas         |
| ---- | -------------------------- | ------------------- | ------------- |
| 2003 | Puertas Adentro            | Fotógrafo           | 1 episodio    |
| 2005 | Gatas y Tuercas            | Juan Fernández      | ¿? episodios  |
| 2007 | Fortunato                  | El Turco            | sin acreditar |
| 2009 | Los Exitosos Pells         | Sergio González     |               |
| 2010 | Manuel Rodríguez           | Ramón Villalobos    |               |
| 2013 | Secretos en el jardín      | Luis Gutiérrez      |               |
| 2018 | Perdona nuestros pecados 2 | Ismael Quiroga      | 37 episodios  |
| 2019 | Juegos de poder            | Raúl Salgado        |               |
| 2022 | Hijos del desierto         | Eloy Zapata         |               |
| 2024 | El señor de La Querencia   | Buenaventura Moreno |               |
| 2024 | Nuevos amores de mercado   | Horacio Galdames    |               |

### Series y unitarios
| Año       | Título                          | Papel(es)          | Notas                    |
| --------- | ------------------------------- | ------------------ | ------------------------ |
| 2005      | El día menos pensado            | Rafael             | Episodio: El secreto     |
| 2005      | Mea culpa                       | Domingo Salinas    | 2 episodios              |
| 2005      | Los simuladores                 | —                  | 1 episodio               |
| 2005      | La Nany                         | Sergio             | 1 episodio               |
| 2005      | Los Galindo                     | Sandro             | 1 eposidio               |
| 2006      | Casado con hijos                | —                  | 1 episodio               |
| 2006      | Tiempo final                    | —                  | Episodio: Tarjeta roja   |
| 2006      | Huaiquimán y Tolosa             | Arnaldo Pérez      | 6 episodios              |
| 2008      | Camera Café                     | Roberto Montalba   |                          |
| 2008      | Mandiola y Cía.                 | Brayan Pinilla     |                          |
| 2009      | Mi bella genio                  | Walter Toro        |                          |
| 2011-2017 | 12 días que estremecieron Chile | Heraldo / Chino    | 2 episodios              |
| 2012      | Amar y morir en Chile           | Victoriano Moya    | 4 episodios              |
| 2012      | El reemplazante                 | Francisco Valdivia |                          |
| 2013      | Prófugos 2                      | Martín Bravo       |                          |
| 2014      | Los archivos del cardenal 2     | Marcelo Alarcón    |                          |
| 2014      | Sudamerican Rockers             | Jeremías González  |                          |
| 2016      | Bala loca                       | Alexis Vilches     |                          |
| 2017      | Un diablo con ángel             | Patricio Aguilera  |                          |
| 2017-2021 | 62: Historia de un mundial      | Ernesto Alvear     | T1-T2                    |
| 2017      | Ramona                          | Elfraín            |                          |
| 2019      | Amor en línea                   | Manuel             | 2 episodios              |
| 2020      | Inés del alma mía               | Sebastián Romero   | Episodio: Un nuevo mundo |
| 2021      | No nos quieren ver              | Juan Rebolledo     |                          |
| 2024      | La cacería: en el fin del mundo |                    |                          |

## Doblaje

### Anime
- Sonic X - Voces adicionales
- Zoids Chaotic Century - Irvine
- Zoids New Century Zero - Capitán Strap

### Series animadas
- Avatar: La leyenda de Aang - Voces adicionales
- Jake Long: El Dragon Occidental - Brad Morton (1 Temporada)
- Princesita - General

### Películas
- Buscando el corazón de David - Voces adicionales
- Ciudad de Dios - Dadinoh (adulto)
- El padre de mi hijo - Dominic
- La hija de mi jefe - Spike
- Celeste en la ciudad - Bruce
- Annie - Ira

### Series de televisión
- That '70s Show - Michael Kelso (Ashton Kutcher) (Redoblaje chileno)
- Comisario Rex - Dr. Leo Graf (Gerhard Zemann)
- Stargate SG-1 - Cameron Mitchell (Ben Browder)
- Manual de supervivencia escolar de Ned - Sr. Kwes

## Teatro
- 2000 - La viuda de Apablaza en el Teatro UC.
- 2014 - Acceso de Pablo Larraín en el Teatro La Memoria.
- 2015 Sunset Limited en el Teatro UC.

## Videos musicales
- Ser Amigos (Lyric video) de Gepe

## Premios y nominaciones

### Premios Altazor
| Año  | Categoría                   | Producción            | Resultado |
| ---- | --------------------------- | --------------------- | --------- |
| 2009 | Mejor actor de teatro       | Clase                 | Ganador   |
| 2009 | Mejor actor de cine         | La buena vida         | Nominado  |
| 2012 | Mejor actor de cine         | Mi último round       | Ganador   |
| 2014 | Mejor actor de televisión   | Secretos en el jardín | Nominado  |
| 2016 | Mejor actor reparto de cine | El club               | Ganador   |

### Premios Pedro Sienna
| Año  | Categoría   | Producción      | Resultado |
| ---- | ----------- | --------------- | --------- |
| 2012 | Mejor actor | Mi último round | Candidato |

### Premios Caleuche
| Año  | Categoría                            | Producción               | Resultado |
| ---- | ------------------------------------ | ------------------------ | --------- |
| 2016 | Mejor actor de soporte de cine       | El club                  | Ganador   |
| 2017 | Mejor actor de soporte en cine       | Neruda                   | Ganador   |
| 2025 | Mejor actor de reparto en Telenovela | El señor de La Querencia | Ganador   |